# Parti de la coalition de tout le Liberia
Parti de la coalition de tout le Libéria (All Liberia Coalition Party en anglais) (ALCOP), est un parti politique libérien. Lors des dernières élections (en) du 19 juillet 1997, le candidat présidentiel de l'ALCOP, Alhaji GV Kromah a remporté 4,02 % des voix. Le parti a remporté 3 des 64 sièges à la Chambre des représentants et 2 des 26 au Sénat. Même si les observateurs internationaux ont considéré que le scrutin était administrativement libre et transparent, ils ont noté qu'il s'était déroulé dans une atmosphère d'intimidation parce que la plupart des électeurs pensaient que l'ancien chef rebelle et candidat du Parti national patriotique (NPP), Charles Taylor, retournerait à la guerre s'il était vaincu.
Kromah s'est présenté à nouveau comme candidat présidentiel du parti aux élections du 11 octobre 2005. Il a obtenu 2,8% des voix. Le parti a remporté un siège au Sénat et deux à la Chambre des représentants.
Lors des élections générales de 2023, le parti dirigé par Ansu VS Dulleh a présenté Lusinee Kamara comme candidate à la présidentielle, qui s'est classée quatrième avec 1,96 % des voix, mais n'a remporté aucun siège à la Chambre des représentants et au Sénat.